# Arniaszewo
Arniaszewo (ros. Арняшево) – wieś (dieriewnia) w Rosji, w Baszkortostanie, w rejonie burajewskim. W 2010 liczyła 102 mieszkańców.